# Actinodaphne madraspatana
Actinodaphne madraspatana är en lagerväxtart som beskrevs av Richard Henry Beddome och Joseph Dalton Hooker. Actinodaphne madraspatana ingår i släktet Actinodaphne och familjen lagerväxter. Inga underarter finns listade i Catalogue of Life.